# ボーア＝ゾンマーフェルトの量子化条件

ボーア＝ゾンマーフェルトの量子化条件によって定まる水素原子の電子軌道。ボーアの原子模型では、1s、2p、3d、4f、5g等の円軌道しか記述できないが、ボーア＝ゾンマーフェルトの理論では、例えば、5gとエネルギーの等しい楕円軌道として、5s、5p、5d、5fが現れる。

ボーア＝ゾンマーフェルトの量子化条件（ボーア＝ゾンマーフェルトのりょうしかじょうけん、英: Bohr–Sommerfeld quantum condition）とは、物理学、特に量子力学において多自由度の周期運動に対する量子条件である。前期量子論において、1913年にデンマークの物理学者ニールス・ボーアが提唱したボーアの量子条件の一般化となっている。ボーアの量子条件は1自由度の周期運動である円軌道の場合に限られていたが、ドイツの物理学者アーノルド・ゾンマーフェルトが1916年に正準形式の解析力学に基づく形で、多自由度の周期運動にまで拡張した。米国のW. ウィルソンや日本の石原純も同様な結果を得ており、ゾンマーフェルト＝ウィルソンの量子化条件とも呼ばれる。ボーア＝ゾンマーフェルトの理論は、ボーアの原子模型では円軌道に限られていた水素原子の電子軌道として、楕円軌道が存在することを示すともに、正常ゼーマン効果、シュタルク効果、微細構造に対する一定の説明を与えることを可能にした。

## 概要
一般化座標と一般化運動量の組 (qk, pk) (k = 1, 2,...,N) で記述される系において、古典系での運動が変数分離が可能な多重周期運動であり、位相空間での軌道が閉軌道をなすとする。このとき、対応する量子系がとりうる状態を定める次の条件を、ボーア＝ゾンマーフェルトの量子化条件と呼ぶ。
{\displaystyle \oint p_{k}\,\mathrm {d} q_{k}=n_{k}h\quad (n=1,2,\dots )}
ここで、h はプランク定数であり、積分は qk の1周期にわたるものである。左辺の積分は、作用変数 Jk に対応しており、位相空間上での閉軌道で囲まれる面積に相当する。

## 例

### 一次元調和振動子
質量 m、角振動数 ω の一次元調和振動子を考えると、ハミルトニアンは
{\displaystyle H={\frac {p^{2}}{2m}}+{\frac {m\omega ^{2}}{2}}q^{2}}
であり、保存量であるエネルギーを E とする状態では、位相空間上の軌道は、楕円軌道
{\displaystyle {\frac {p^{2}}{2m}}+{\frac {m\omega ^{2}}{2}}q^{2}=E}
となる。このとき、作用変数 J は楕円の面積に相当し、
{\displaystyle J=\oint p\,\mathrm {d} q=2\int _{-{\sqrt {2E/\omega }}}^{+{\sqrt {2E/\omega }}}{\sqrt {2m\left(E-{\frac {m\omega ^{2}}{2}}q^{2}\right)}}\,\mathrm {d} q={\frac {2\pi }{\omega }}E}
と求まる。従って、量子化条件 J = nh (n = 1, 2, ⋯) から、量子化されたエネルギー
{\displaystyle E={\frac {h\omega }{2\pi }}n=\hbar \omega n\quad (n=1,2,\dots )}
が得られる。ここで、ħ はディラック定数である。

### 水素原子
クーロンポテンシャルの下、質量 me の電子が原子核を中心に3次元運動する水素原子を考える。極座標 (r, θ, φ) をとれば、水素原子のハミルトニアンは
{\displaystyle H={\frac {1}{m_{\mathrm {e} }}}\left(p_{r}^{2}+{\frac {p_{\theta }^{2}}{r^{2}}}+{\frac {p_{\phi }^{2}}{r^{2}\sin ^{2}\theta }}\right)-{\frac {e^{2}}{r^{2}}}}
で与えられる。
ここで、系の保存量として、z 軸方向の角運動量 Mz、角運動量の2乗 M2、エネルギー E が存在し
{\displaystyle {\begin{aligned}M_{z}&=p_{\phi }\\M^{2}&=p_{\theta }^{2}+{\frac {p_{\phi }^{2}}{\sin ^{2}\theta }}\\E&={\frac {1}{m_{\mathrm {e} }}}\left(p_{r}^{2}+{\frac {p_{\theta }^{2}}{r^{2}}}+{\frac {p_{\phi }^{2}}{r^{2}\sin ^{2}\theta }}\right)-{\frac {e^{2}}{r^{2}}}\end{aligned}}}
であることを用いると
{\displaystyle {\begin{aligned}\oint p_{\phi }\,\mathrm {d} \phi &=2\pi p_{\phi }=2\pi M_{z}\\\oint p_{\theta }\,\mathrm {d} \theta &=2\int _{\theta _{1}}^{\theta _{2}}{\sqrt {M^{2}-{\frac {M_{z}^{2}}{\sin ^{2}{\theta }}}}}\,\mathrm {d} \theta =2\pi (M-|M_{z}|)\\\oint p_{r}\,\mathrm {d} r&=2\int _{r_{1}}^{r_{2}}{\sqrt {2m_{\mathrm {e} }E+{\frac {2m_{\mathrm {e} }e^{2}}{r}}-{\frac {M^{2}}{r^{2}}}}}\,\mathrm {d} r=-2\pi M+\pi e^{2}{\sqrt {\frac {2m_{\mathrm {e} }}{-E}}}\end{aligned}}}
となる。量子化条件によって、これらがそれぞれ、nφ, nθ, nr に等しいとすれば
{\displaystyle {\begin{aligned}M_{z}&=n_{\phi }\hbar =m\hbar \\M&=(n_{\theta }+n_{\phi })\hbar =k\hbar \\E&=-{\frac {m_{\mathrm {e} }e^{4}}{2\hbar ^{2}(n_{r}+n_{\theta }+n_{\phi })^{2}}}=-{\frac {2\pi ^{2}m_{\mathrm {e} }e^{4}}{n^{2}h^{2}}}\end{aligned}}}
が得られる。ここで導入された m = nφ は磁気量子数、k = nθ + nφ は方位量子数、n = nr + nθ + nφ は主量子数と呼ばれる。
古典軌道との対応関係で直観的な描像を得ようとするならば、定常状態の軌道は長半径 a = r1 + r2/2、短半径 b = √r1 + r2 を
{\displaystyle {\begin{aligned}a&={\frac {\hbar ^{2}}{m_{\mathrm {e} }e^{2}}}n^{2}=a_{\mathrm {B} }n^{2}\\b&={\frac {\hbar ^{2}}{m_{\mathrm {e} }e^{2}}}nk=a_{\mathrm {B} }nk\end{aligned}}}
とする楕円軌道となる。但し、aB はボーア半径である。

## 理論の歴史
1916年にミュンヘン大学の物理教授であったゾンマーフェルトは、正準変数を用いる解析力学の形式を適用することで、ボーアの量子条件を、より洗練された形で定式化するとともに、多自由度の周期運動にまで拡張することで、本来、3次元の運動である電子の軌道を正確に扱えるようにした。ほぼ同時期に日本の石原純や米国のウィリアム・ウィルソンも同じ定式化を導いた。
ゾンマーフェルトは、この理論を再び水素原子の問題に適用することで、ボーアの原子模型では、一つの量子数で記述されていた円軌道に加えて、主量子数、方位量子数、磁気量子数で指定されるいくつかの軌道が存在することを示した。特に磁気量子数で説明される方向量子化の概念により、外部磁場を印加したときに、エネルギー準位が分裂する正常ゼーマン効果を説明することが可能となった。
また、ゾンマーフェルトは、この理論に電子の質量に対する相対論的な補正を加えることで、1s軌道の電子の速度と真空中の光速度の比から、スペクトル線に現れる微細構造の説明を与えた。
1916年にポール・エプシュタインとカール・シュヴァルツシルトは独立に、ボーア＝ゾンマーフェルトの理論のハミルトン–ヤコビ方程式による定式化を行うともに、理論が適用できるのは、系が分離可能である場合に限られることを示した。また、エプシュタインとシュヴァルツシルトは、自分たちの理論を用いて、外部電場を印加した時のシュタルク効果を説明することに成功した。
前期量子論のボーア＝ゾンマーフェルトの理論は、こうした多くの成功をおさめたが、一方でヘリウム原子のような少しでも複雑な原子のエネルギー準位を説明できない、スピンが寄与する異常ゼーマン効果を説明できない等の限界があった。こうした問題が解決するまでには、より本格的な量子論が形成されるまで待たなくてはならなかった。

## WKB近似との関係
シュレーディンガー方程式の半古典論的な近似解法であるWKB近似では、エネルギー E とポテンシャル V(x) が等しく、運動量 p をゼロとする転換点で、E − V(x) > 0 の領域での解と E − V(x) < 0 の領域での解の接続を行う。この接続条件から、ボーア＝ゾンマーフェルトの量子化条件が導かれる。こうした半古典論との対応関係は、1926年にオランダの物理学者ヘンリク・アンソニー・クラマースによって、与えられた。

## アインシュタインによる拡張
ボーア＝ゾンマーフェルトの量子化条件が適用できるのは、各自由度の組 (qk, pk) について独立な運動に分解できる場合 、すなわち変数について分離可能である場合に限られている。1917年にアルベルト・アインシュタインは、量子化においては分離可能であることは本質的ではなく、むしろ正準変換に対し不変な Σpk dqk を通じた量子化が意味をもつと考えた。そこで、アインシュタインは、多重周期系の閉軌道、すなわちトーラス上の軌道に対する量子化条件として
{\displaystyle \oint _{\gamma _{k}}\sum _{k=1}^{N}p_{k}\,\mathrm {d} q_{k}=nh\quad (n=1,2,\dots )}
を考案した。